# Berthe Des Clayes
Berthe Des Clayes (1877-1968) est une artiste d'origine écossaise qui a vécu en Angleterre et au Canada.
Elle est née d'un père français et d'une mère écossaise, à Aberdeen et étudie à la Bushey School of Art avec H. Herkomer et à l' Académie Julian à Paris avec Tony Robert-Fleury et Jules Lefebvre.  De 1906 à 1912, elle vit à Londres. Par la suite, elle émigre à Montréal en 1912 où elle habite jusqu'en 1919. En 1920, elle s'installe à Chorleywood en Angleterre. En 1967, elle retourne vivre en Angleterre, plus spécifiquement dans le Devon en Angleterre et y meurt l'année suivante.
Elle travaille avec l'huile, à l'aquarelle et le pastel. Au cours de sa carrière, Des Clayes remporte le prix Jessie Dow à deux reprises. Elle illustre les livres Ici et là à Montréal et sur l'île de Montréal (1931) de Charles W. Stokes et Acadia (Nouvelle-Écosse) du Dominion Atlantic Railway. Elle est membre associée de l'Académie royale des arts du Canada.
Ses jeunes sœurs Alice (1890-1968) et Gertrude (1879-1949) sont également des artistes.

## Séjours au Canada et en Angleterre
Ses multiples déplacements entre l'Angleterre et Montréal permettent de situer la production de certaines œuvres réalisées lors de ses séjours au Canada. La majorité des déclarations mentionnent une citoyenneté écossaise par l'artiste. 
- Départ de Liverpool en compagnie d'Alice et Gertrude, arrivée à Montréal, 15 octobre 1914

- Bateau Metagana, départ de Montréal et arrivée à Liverpool, 18 juin 1919
- Départ de Liverpool et arrivée à Saint John, New Brunswick, 16 avril 1920
- Bateau Metagana, en compagnie de sa sœur Gertrude, départ de Montréal et arrivée à Liverpool, 25 juillet 1921
- Bateau Montcalm, en compagnie d'Alice, départ de Montréal et arrivée à Liverpool, Angleterre, 5 septembre 1924
- Bateau Montcalm, départ de Liverpool,  et arrivée à Montréal, 10 mai 1925
- Bateau Montcalm, départ de Liverpool, 26 février 1926 et arrivée à Saint John, New Brunswick, 8 mars 1926
- Départ de Montréal et arrivée à Liverpool, 15 mai 1926
- Bateau SS D/Richmond, Canadian Pacific, départ de Liverpool  7 octobre 1931 vers Québec,17 octobre 1931
- Bateau Duchess of York, départ de Montréal et arrivée à Liverpool, 9 juin 1934
- Bateau Duchess of York, départ de Liverpool, 28 septembre 1934 et arrivée vers Montréal, 8 octobre 1934
- Bateau SS. Montrose, Canadian Pacific, départ de Montréal, 17 mai 1936 et arrivée à Southampton, Angleterre, 14 juin 1936

## Œuvres
- Au port de Blue Rocks, Nouvelle-Écosse, vers 1922, Musée des beaux-arts du Canada[8]
- La cabane dans les bois, Barkmere, Québec, vers 1913, Musée des beaux-arts du Canada[9]
- Late Fall Ploughing - Near Richmond, PQ
- The End of the Day at Hill Acres, Melbourne, P.Q.
- Maple sugar house, Rougemont, vers 1937
- Sandy Cove, Nova Scotia
- Sawmill - Ottawa River
- Schooners in Harbour, Halifax
- Spring on Mount Royal

## Musées et collections publiques
- Bibliothèque et archives Canada[3]
- Musée national des beaux-arts du Québec[10]
- Musée des beaux-arts du Canada
- Musée des beaux-arts de l'Ontario
- Université de Calgary
- Université de la Colombie-Britannique

## Expositions
- 1941: Berthe Des Clayes: pastels et toiles, Galeries Watson, Montréal[11]